# Einkommensteuer (Australien)
Die Einkommensteuer in Australien wird vom australischen Bund erhoben und macht über die Hälfte der gesamten Steuereinnahmen des Bundes aus. Bei natürlichen Personen verläuft der Steuersatz progressiv, bei Unternehmen beträgt er einheitlich 30 %.

## Geschichte
Als erstes führte Tasmanien, damals noch britische Kolonie, 1880 eine Einkommensteuer ein, gefolgt von South Australia 1884. 1907 hatten alle Bundesstaaten eine Einkommensteuer eingeführt, jeder Staat besaß jedoch ein eigenes Steuerrecht. Im Jahr 1915 wurde eine Einkommensteuer auf Bundesebene eingeführt, die Steuern der einzelnen Staaten blieben jedoch zunächst bestehen. Ab 1936 wurde das Steuerrecht der einzelnen Bundesstaaten aneinander angeglichen. 1942 wurde vom Bund ein Gesetz verabschiedet, das die Einkommensteuer des Bundes erhöhte und gleichzeitig für Bundesstaaten, die ihre Steuer abschafften, Entschädigungszahlungen vorsah. Dies führte dazu, dass nach und nach alle Bundesstaaten ihre Einkommensteuer abschafften. 1985 wurde die Steuer auf Kapitalerträge (Capital Gains Tax) eingeführt.

## Natürliche Personen

### Bemessungsgrundlage und Steuerrate
Bei der Ermittlung der Bemessungsgrundlage für natürliche Personen werden zwei grundlegende Arten von Einkünften unterschieden:
- ordinary income, bestehend aus Einkünften aus selbständiger und nichtselbständiger Tätigkeit (personal income und business income)
- statutory income, bestehend aus Einkünften aus Kapitalvermögen (capital gains) und sonstigen Einkünften

Deren Summe bildet grundsätzlich das zu versteuernde Einkommen (taxable income). Der Steuersatz auf dieses Einkommen verläuft progressiv. Unabhängig von der Höhe des Einkommens existiert ein Grundfreibetrag von 18.200 Australischen Dollar (AUD). Für jeden dieses Einkommen überschreitenden Dollar wird die Steuer stufenweise mit einem Grenzsteuersatz von 19 bis maximal 45 Prozent erhoben. Dazu kommt in der Regel noch eine verpflichtende Abgabe für das Gesundheitssystem (Medicare Levy) in Höhe von 1,5 %.
| Einkommen (in AUD) | Grenzsteuersatz | effektiver Steuersatz |
| ------------------ | --------------- | --------------------- |
| 0 – 18.200         | 0 %             | 0 %                   |
| 18.201 – 37.000    | 19 %            | 0 – 9,7 %             |
| 37.001 – 80.000    | 32,5 %          | 9,7 – 21,9 %          |
| 80.001 – 180.000   | 37 %            | 21,9 – 30,3 %         |
| ab 180.001         | 45 %            | 30,3 – unter 45 %     |

Wie in anderen Länder auch wird die Einkommensteuer bereits bei (meist monatlicher) Zahlung des Gehalts an den Fiskus überwiesen. Zur Abrechnung dient dabei die persönliche Steuernummer des Steuerpflichtigen (Tax File Number, kurz TFN), die der Arbeitnehmer seinem Arbeitgeber mitteilen muss. Versäumt er dies, so wird der Maximalsteuersatz von 45 % herangezogen.
Das zugrunde liegende Fiskaljahr geht in Australien vom 1. Juli zum 30. Juni des Folgejahres. Nach Ablauf des Steuerjahres kann der Steuerpflichtige einen Antrag auf Steuerrückerstattung (tax return) abgeben, in dem er besondere Kosten und Ausnahmetatbestände geltend machen kann.

### Kapitalerträge
Bei der Berechnung des zu versteuernden Einkommens aus Kapitalvermögen existieren mehrere Sonderregelungen und Ausnahmetatbestände. So wird beispielsweise bei Kapitalanlagen, die sich länger als 12 Monate im Besitz befanden, nur die Hälfte des Gewinns zum zu versteuernden Einkommen gezählt. Gewinne aus dem Verkauf des Eigenheims sind von der Steuerpflicht ausgenommen. Erbschaften unterliegen ebenfalls nicht der Steuerpflicht, in Australien existiert auch keine eigene Erbschaftsteuer. Des Weiteren können Gewinne mit Verlusten aus früheren Jahren verrechnet werden.
Durch ein Anrechnungsverfahren wird bei Kapitalerträgen aus inländischen Investments eine Doppelbesteuerung vermieden. Zudem hat Australien mit einer Reihe von Ländern Doppelbesteuerungsabkommen geschlossen.

### Weitere an das Einkommen gekoppelte Abgaben

#### Medicare Levy
Die Medicare Levy ist eine Abgabe für das Gesundheitssystem in Höhe von 2,0 % des Einkommens. Personen mit sehr niedrigem Jahreseinkommen sind ganz (bis 21,335 AUD) oder teilweise (bis 26,668 AUD) von der Abgabe befreit, etwas höhere Freigrenzen existieren für Rentner und Familien. Auch Bewohner der Norfolkinsel sind von der Medicare Levy ausgenommen.

#### Flood Levy
Die Flood Levy ist eine Abgabe, die aufgrund der Überschwemmungen in Queensland 2010/2011 im Fiskaljahr 2011–12 erhoben wurde. Sie betrug ab einem Einkommen von 50.000 AUD 0,5 %, ab 100.000 AUD 1 %. Personen, die von der Flutkatastrophe direkt betroffen waren, waren von der Abgabe ausgenommen.

## Unternehmen
Der Einkommensteuersatz für Unternehmen ist in Australien seit 1940 stetig gefallen (damals 45–47 %) und beträgt derzeit 30 %.
Für Pensionsfonds (superannuation funds) gilt ein ermäßigter Einkommensteuersatz von 15 %. Durch weitere Sonderregelungen ergibt sich dort faktisch ein Steuersatz von ca. 6,5 %.
Von den einzelnen Bundesstaaten und Territorien wird für Unternehmen eine zusätzliche Steuer erhoben, die sogenannte Payroll Tax. Die Bemessungsgrundlage bildet hier das gesamte vom Arbeitgeber an seine Mitarbeiter ausbezahlte Einkommen. Die Payroll Tax wird erst über einer Freigrenze fällig, so dass kleine Unternehmen von ihr ausgenommen sind.
| Bundesstaat                  | ausbezahltes Jahreseinkommen (in AUD) über | Steuersatz |
| ---------------------------- | ------------------------------------------ | ---------- |
| New South Wales              | 678.000                                    | 5,45 %     |
| Queensland                   | 1.000.000                                  | 4,75 %     |
| South Australia              | 600.000                                    | 4,95 %     |
| Australian Capital Territory | 1.500.000                                  | 6,85 %     |
| Victoria                     | 550.000                                    | 4,95 %     |
| Western Australia            | 750.000                                    | 5,50 %     |
| Tasmanien                    | 1.010.000                                  | 6,10 %     |